# Mamadou Faye
Mamadou Faye (Dakar, 31 dicembre 1967) è un ex calciatore senegalese, di ruolo centrocampista.